# Ruby (Alaska)
Ruby es una ciudad ubicada en el Área censal de Yukón–Koyukuk en el estado estadounidense de Alaska. En el Censo de 2010 tenía una población de 166 habitantes y una densidad poblacional de 8,4 personas por km².

## Geografía
Ruby se encuentra en las coordenadas 64°43′21″N 155°30′5″O / 64.72250, -155.50139. Según la Oficina del Censo de los Estados Unidos, Ruby tiene una superficie total de 19.76 km², de la cual 19.76 km² corresponden a tierra firme y (0%) 0 km² es agua.

## Demografía
Según el censo de 2010, había 166 personas residiendo en Ruby. La densidad de población era de 8,4 hab./km². De los 166 habitantes, Ruby estaba compuesto por el 4.82% blancos, el 0% eran afroamericanos, el 88.55% eran amerindios, el 0.6% eran asiáticos, el 0% eran isleños del Pacífico, el 0% eran de otras razas y el 6.02% pertenecían a dos o más razas. Del total de la población el 0.6% eran hispanos o latinos de cualquier raza.